# Malaganakere, Piriyapatna
Malaganakere là một làng thuộc tehsil Piriyapatna, huyện Mysore, bang Karnataka, Ấn Độ.